# Municipio de West Whiteland
El municipio de West Whiteland (en inglés: West Whiteland Township) es un municipio ubicado en el condado de Chester en el estado estadounidense de Pensilvania. En el año 2000 tenía una población de 16.449 habitantes y una densidad poblacional de 491.5 personas por km².

## Geografía
El municipio de West Whiteland se encuentra ubicado en las coordenadas 39°59′45″N 75°37′59″O / 39.99583, -75.63306.

## Demografía
Según la Oficina del Censo en 2000 los ingresos medios por hogar en la localidad eran de $71 545 y los ingresos medios por familia eran de $81 868. Los hombres tenían unos ingresos medios de $57 334 frente a los $40 827 para las mujeres. La renta per cápita de la localidad era de $35 031. Alrededor del 2,8% de la población estaba por debajo del umbral de pobreza.

## Educación
El Distrito Escolar del Área de West Chester gestiona escuelas públicas.